# Kelli Stanley
Pour les articles homonymes, voir Stanley.
Kelli Stanley, née en 1964, est une autrice américaine de roman policier historique.

## Biographie
Kelli Stanley fait des études à l'université d'État de San Francisco où elle obtient une maîtrise en lettres classiques.
En 2008, elle publie son premier roman, Nox Dormienda: A Long Night for Sleeping, premier volume d'une série consacrée à Arcturus, médecin et investigateur du gouverneur romain en 83 av. J.-C. à Londres. Avec ce roman, elle est lauréate du Prix Bruce Alexander 2009.
En 2010, elle commence une nouvelle série ayant pour héroïne Miranda Corbie, détective privée, ancienne escort girl devenue infirmière pendant la guerre civile espagnole. L'action de la série est située dans les années 1940 à San Francisco. Avec le premier roman de cette série, City of Dragons, elle remporte le prix Macavity 2011 du meilleur roman historique et avec le troisième paru en 2011, City of Secrets, le Left Coast Crime Golden Nugget Award 2012.
En 2012, avec un essai sur Agatha Christie, elle contribue à l'ouvrage Books to Die For: The World's Greatest Mystery Writers on the World's Greatest Mystery Novels, édité par John Connolly et Declan Burke. Cet ouvrage de référence remporte le prix Agatha 2012, le prix Anthony 2013, le prix Macavity 2013 et est finaliste du prix Edgar-Allan-Poe 2013.

## Œuvre

### Romans

#### SérieArcturus
- Nox Dormienda: A Long Night for Sleeping (2008)
- The Curse-Maker (2011)

#### SérieMiranda Corbie
- City of Dragons (2010)
- City of Secrets (2011)
- City of Ghosts (2014)
- City of Sharks (2018)

### Novellas

#### préquellesde la sérieMiranda Corbie
- Children’s Day (2010)
- Memory Book (2011)

### Nouvelles
- Coolie dans le recueil Shaken: Stories for Japan (2011)
- Convivium dans le recueil Left Hanging: 9 Tales of Suspense and Thrills (2011)
- Survivor dans le recueil Scoundrels: Tales of Greed, Murder and Financial Crime (2012)

### Essais
- Dans She Can Bring Home the Bacon, un essai sur la création de personnages féminins
- Dans Books to Die For: The World's Greatest Mystery Writers on the World's Greatest Mystery Novels (2012), un essai sur Agatha Christie. Édité par John Connolly et Declan Burke, l'ouvrage remporte le prix Agatha 2012[1], le prix Anthony 2013[2] et le prix Macavity 2013[3] et est finaliste du prix Edgar-Allan-Poe 2013[4].

## Prix et distinctions

### Prix
- Prix Bruce Alexander 2009 pour Nox Dormienda: A Long Night for Sleeping[5]
- Prix Macavity 2011 du meilleur roman historique pour City of Dragons[3]
- Left Coast Crime Golden Nugget Award 2012 pour City of Secrets[5]

### Nominations
- Prix Macavity 2009 du meilleur roman historique pour Nox Dormienda: A Long Night for Sleeping[3]
- Prix Bruce Alexander 2011 pour City of Dragons[5]
- Prix Shamus 2011 du meilleur premier roman avec un détective privé pour City of Dragons[6]
- Los Angeles Times Book Prize 2010 pour City of Dragons[7]
- Prix Bruce Alexander 2015 pour City of Ghosts[5]